# Antarctisch Milieuprotocol

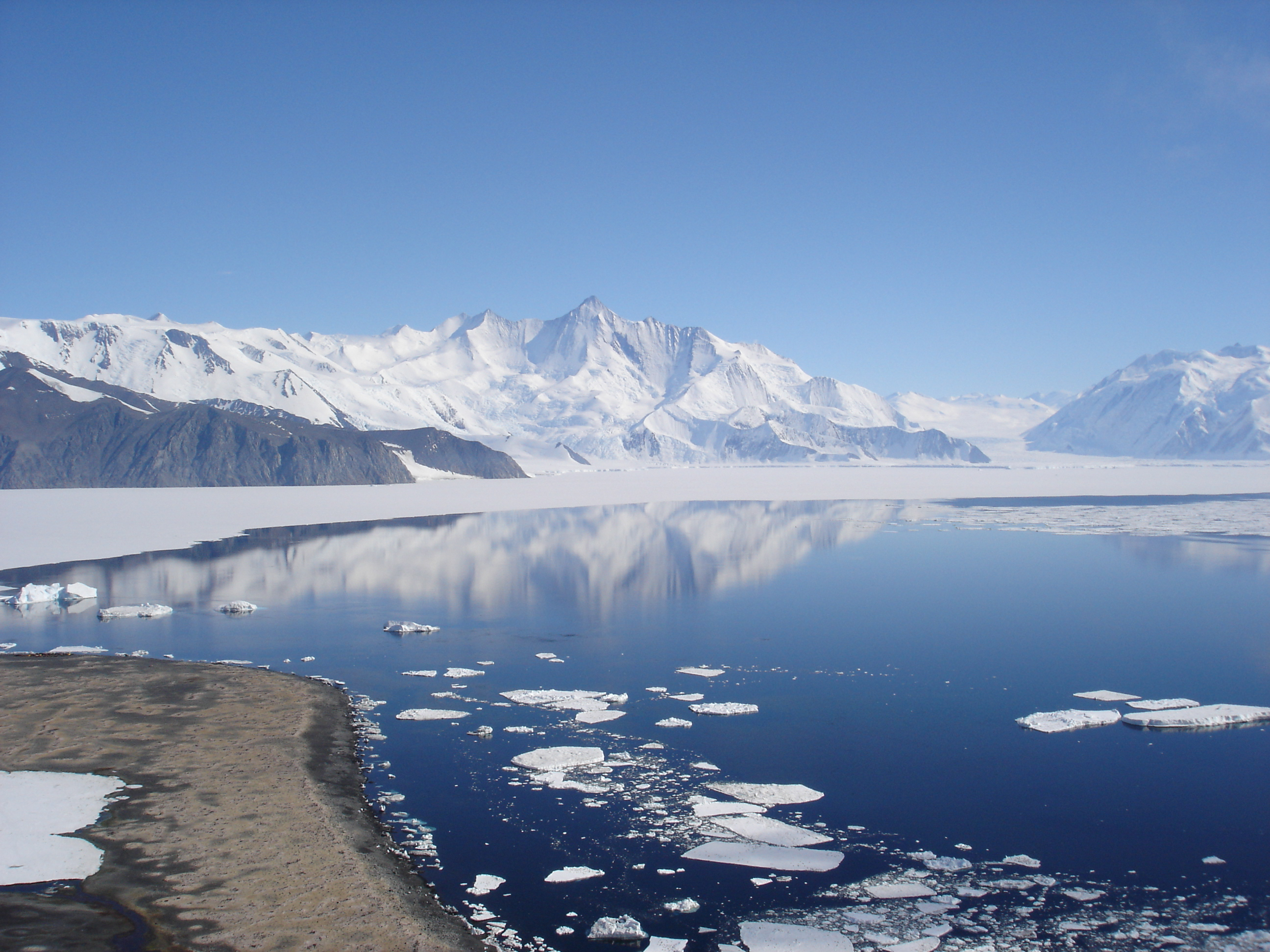
Het doel van het Antarctisch milieu-protocol is dat Antarctica ongerept blijft

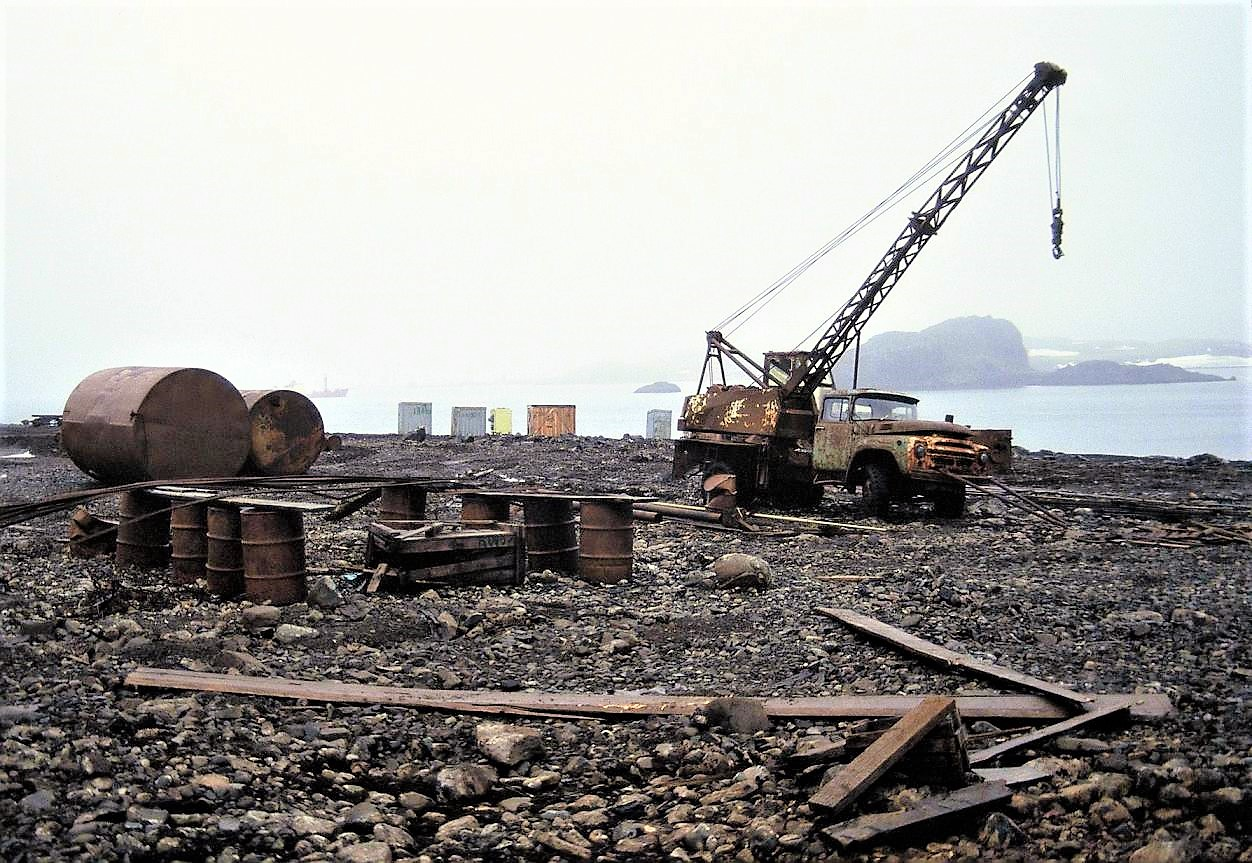
... en dat het er dus niet uit komt te zien als op de Station Bellingshausen, waar autowrakken en roestige vaten gewoon langs de kustlijn worden gedumpt

Het Antarctisch Milieuprotocol is een deel van het Antarctisch Verdrag. Het zorgt voor bescherming van het Antarctisch milieu en afhankelijke en soortgelijke ecosystemen.
Het protocol werd getekend op 4 oktober 1991 en werd op 14 januari 1998 van kracht voor een periode van 50 jaar. Het protocol werd goedgekeurd door alle consultatieve partijen bij het Antarctisch Verdrag.
Het Milieuprotocol bij het Antarctisch Verdrag strekt tot de bescherming van het Antarctisch milieu en daarvan afhankelijke ecosystemen. Antarctica wordt daartoe in artikel 2 aangewezen als natuurreservaat, ten dienste van vrede en wetenschap. 
Het Milieuprotocol omvat een algemeen deel en zes bijlagen met meer specifieke bepalingen. Zowel de algemene als de meer specifieke bepalingen zijn in beginsel van toepassing op alle activiteiten in Antarctica. Al deze bepalingen moeten worden beschouwd in het licht van de milieubeginselen, zoals geformuleerd in artikel 3 van het protocol. Onder meer wordt bepaald dat nadelige gevolgen zo veel mogelijk worden voorkomen; dat een beslissing over het verrichten van een activiteit gegrond moet zijn op een goede kennis van de mogelijke nadelige effecten van de activiteit; dat in beginsel voorrang moet worden verleend aan wetenschappelijk onderzoek; dat activiteiten moeten worden gewijzigd, geschorst of afgelast indien onvoorziene nadelige gevolgen (dreigen te) ontstaan, etc.
Een van de kernelementen van het Milieuprotocol vormt de verplichting om voor iedere voorgenomen activiteit in het Antarctische gebied een voorafgaande milieueffectbeoordeling uit te voeren. De in artikel 8 van het Milieuprotocol neergelegde milieueffectrapportage-plicht (MER-plicht) is nader uitgewerkt in bijlage I bij het Protocol. Naast een verplichte MER kent het Milieuprotocol drie afzonderlijke vergunningplichten: een vergunningplicht voor handelingen die nadelige gevolgen hebben voor flora of fauna (in bijlage II van het Protocol), een vergunningplicht voor de introductie van uitheemse dieren en planten (ook in bijlage II van het Protocol) en een vergunningplicht voor het betreden van een Antarctisch speciaal beschermd gebied (in bijlage V van het Protocol).
Voorts bevat het Milieuprotocol diverse verbodsbepalingen. Een belangrijke is het verbod op alle activiteiten betreffende minerale rijkdommen, met uitzondering van wetenschappelijk onderzoek (artikel 7). Andere meer specifieke verbodsbepalingen zijn in de bijlagen II tot en met V opgenomen. De bijlagen II, III en IV hebben respectievelijk betrekking op afvalverwijdering, flora- en faunabescherming en vervuiling van het mariene milieu. De vijfde bijlage bij het protocol bevat regels inzake de aanwijzing van speciaal beschermde of speciaal beheerde gebieden. In deze bijlage wordt ook de bescherming geregeld van historische plaatsen en monumenten, bijvoorbeeld de hutten van de eerste ontdekkingsreizigers.
Tijdens de 28e jaarvergadering van de Antarctica-Verdragsstaten in juni 2005 is een regeling voor de aansprakelijkheid voor schade als gevolg van activiteiten in de `Antarctic Treaty area´ bij het Milieuprotocol aangenomen (bijlage VI). De voorgestelde regeling kent een beperkt toepassingsgebied, namelijk incidenten (´environmental emergencies´) als gevolg van (risicovolle en niet-risicovolle) activiteiten in de `Antarctic Treaty area´ die gerelateerd zijn aan wetenschappelijk onderzoek, toerisme en alle andere activiteiten waarvoor voorafgaande kennisgeving vereist is in de zin van artikel VII (5) van het Antarctische Verdrag.
De bepalingen in het Milieuprotocol zijn op 14 januari 1998 in werking getreden. Het Protocol heeft in beginsel een geldigheid van 50 jaar en dus mag er tot 2048 geen winning van grondstoffen in Antarctica plaatsvinden. Tenminste, niet door de Verdragsstaten. 
De staten die partij zijn bij het Protocol moeten de bepalingen daarvan in hun nationale recht opnemen, zodat ze gaan gelden voor alle burgers van de partijstaten. Nederland heeft dat gedaan in de Wet bescherming Antarctica.